# Jean-Luc Trulès
 (novembre 2023).
Jean-Luc Trulès, né en 1956 à Sainte-Marie (La Réunion), est un enseignant, compositeur, metteur en scène, comédien et musicien réunionnais. Il est également chef d'orchestre depuis les années 2000. Il est un des piliers du Théâtre Vollard.

## Biographie
Alors qu’il avait à peine 11 ans, il jouait de la batterie et chantait. Il joue très jeune du piano, de la guitare, de la batterie et de l'accordéon. Pendant sa licence de mathématiques en France métropolitaine, il tombe amoureux du trombone, qui devient son instrument favori. Après avoir accompli ses études à Aix-en-Provence, il devient professeur certifié de mathématiques. En 1979, il joue dans Tropicadéro, orchestre de rock tropical qui écrit ses propres spectacles. 
Il est de retour à la Réunion en 1979, il rallie le Théâtre Vollard et sera à l’initiative de l’écriture et de l’orchestration de nombreuses musiques de la troupe. À la fin des années 1980, François Janneau est missionné pour créer le département de jazz du CNR de La Réunion : Jean-Luc Trulès y fait ses classes et passe de la pratique autodidacte à une formation académique à l'instrument, développant sa connaissance du jazz.
Prolifique, il écrit notamment Les Créoles (1982), Colandie (1984), Sodron, Barbes, Los Anzélès (1993), Les ségas du théâtre Vollard (1995), Soulart (1996), Solasida (1998), Séga Tremblad (2000) et Maraina, opéra en quatre actes, avec Emmanuel Genvrin (2005). 
Sa bonne connaissance de l'écriture musicale lui a permis d'écrire, d'arranger et d'orchestrer ces œuvres. Pour ce faire, il a suivi des orchestres symphoniques, notamment celui de l'orchestre de l'Opéra de Massy sous la direction de Dominique Rouits, mais aussi Olivier Miquel, compositeur et théoricien de la musique. Il suit aussi une initiation au soundpainting de Walter Thompson.
Jean-Luc Trulès est le père la comédienne Yaëlle Trulès.